# Armenia na Zimowych Igrzyskach Olimpijskich 2010

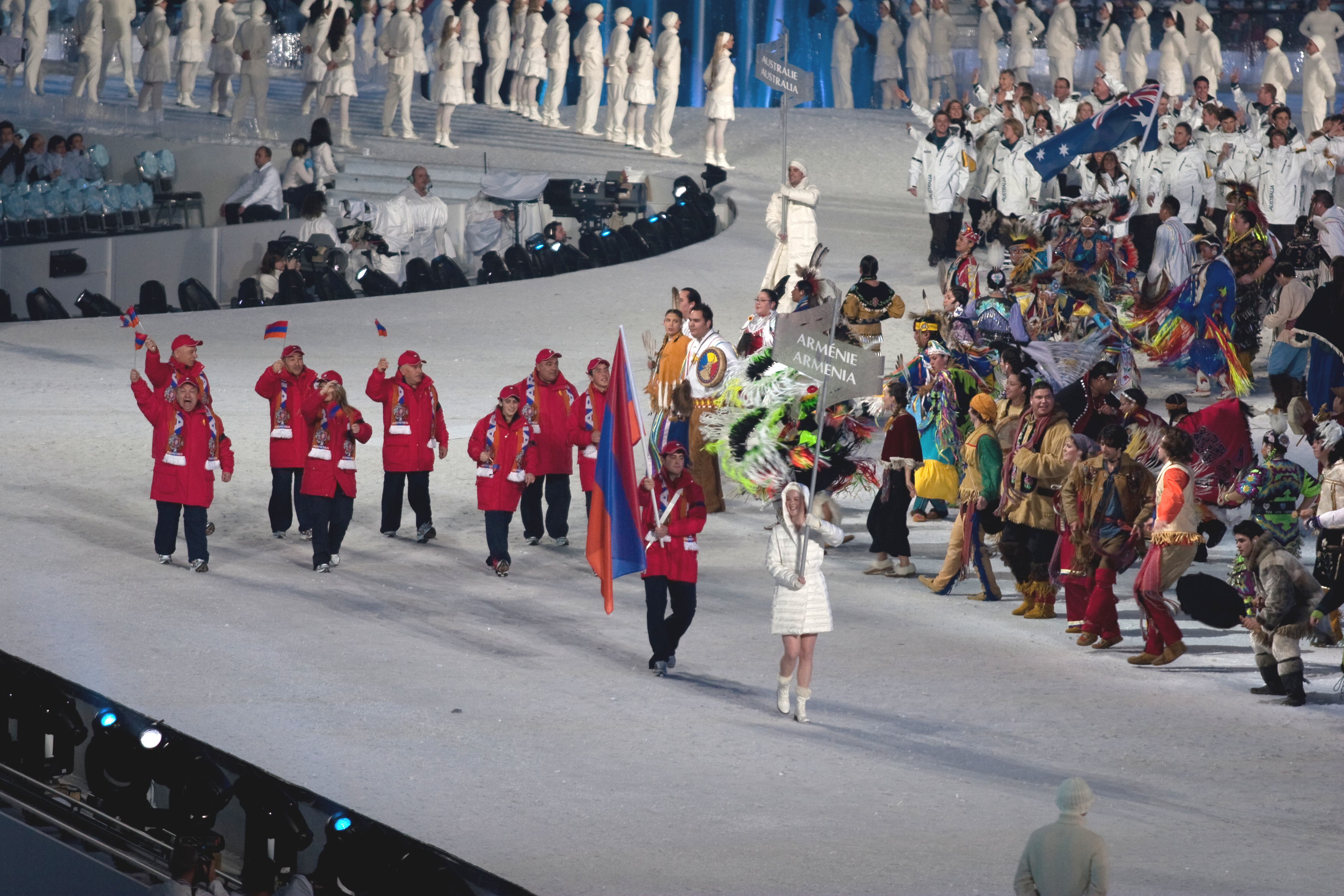
Reprezentacja Armenii podczas ceremonii otwarcia igrzysk olimpijskich

Armenię na Zimowych Igrzyskach Olimpijskich 2010 reprezentowało 4 zawodników.

## Kadra

### Biegi narciarskie
| Zawodnik             | Konkurencja            | Wynik   | Pozycja | Źródło |
| -------------------- | ---------------------- | ------- | ------- | ------ |
| Kristine Chaczatrian | Bieg na 10 km kobiet   | 34:17,5 | 76.     | [ 1 ]  |
| Sergej Mikajelian    | Bieg na 15 km mężczyzn | 37:58,9 | 70.     | [ 2 ]  |

### Narciarstwo alpejskie
| Zawodnik                | Konkurencja       | 1 przejazd | 1 przejazd | 2 przejazd | 2 przejazd | Łącznie | Łącznie | Źródło               |
| Zawodnik                | Konkurencja       | Czas       | Pozycja    | Czas       | Pozycja    | Czas    | Pozycja | Źródło               |
| ----------------------- | ----------------- | ---------- | ---------- | ---------- | ---------- | ------- | ------- | -------------------- |
| Arsen Nersisjan         | slalom gigant (m) | DNF        | DNF        | NQ         | NQ         | NQ      | NQ      | [ 3 ] [ 4 ] [ 5 ]    |
| Arsen Nersisjan         | slalom (m)        | DSQ        | DSQ        | NQ         | NQ         | NQ      | NQ      | [ 6 ] [ 7 ] [ 8 ]    |
| Ani-Matilda Serebrakian | slalom gigant (k) | DNF        | DNF        | NQ         | NQ         | NQ      | NQ      | [ 9 ] [ 10 ] [ 11 ]  |
| Ani-Matilda Serebrakian | slalom (k)        | DSQ        | DSQ        | NQ         | NQ         | NQ      | NQ      | [ 12 ] [ 13 ] [ 14 ] |